# Clayton Equipment Company

Logo

Die Clayton Equipment Company Ltd (auch Clayton Equipment Ltd) ist ein Lokomotivhersteller, spezialisiert auf Lokomotiven für den Bergbau.

## Anfänge
Der Gründung der Clayton Equipment Company Ltd als Maschinenbaufirma 1931 ging die in Lincoln (England) angesiedelte Clayton Carriage and Wagon voraus, welche Waggons und dampfbetriebene Triebwagen fertigte. Nach dem Konkurs des Vorgängerunternehmens gründete der Chefkonstrukteur die Clayton Equipment Company Ltd um Ersatzteile für vorhandene Clayton-Maschinen zu bauen.

## Wachstum und Entwicklung

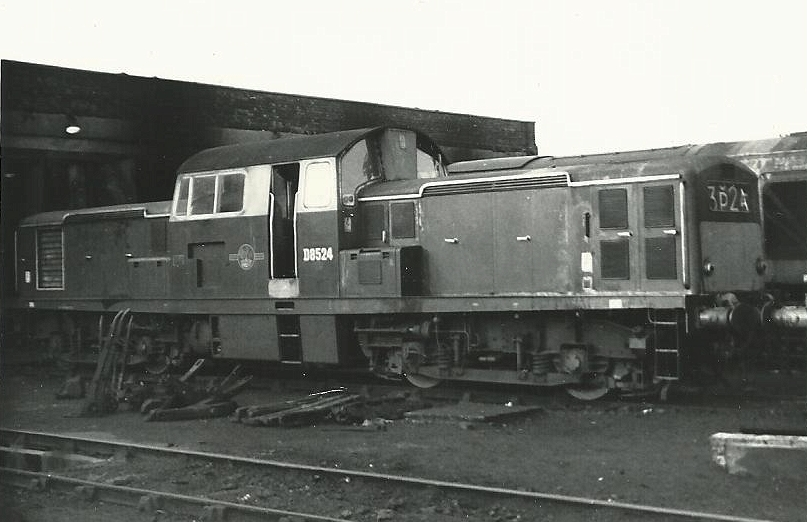
Eine der für British Railways von Clayton gebauten Maschinen der späteren Klasse 17

Nach dem Zweiten Weltkrieg erfuhr die Clayton Equipment Ltd ein bedeutendes Wachstum als Subunternehmen der International Combustion Ltd mit der Produktion verschiedenster Erzeugnisse wie landwirtschaftlicher Ausrüstung und Förderanlagen für die Industrie, wo aufgrund des Kriegs Engpässe bestanden. Die Expansion erforderte 1946 neue Betriebsgelände in Hatton, Derbyshire. 1957 wurde die Clayton Equipment Ltd ein eigenständiges Unternehmen im Besitz der International Combustion Ltd.
British Railways vereinbarte für das eigene Verdieselungsprogramm mit der Clayton Equipment Ltd die Lieferung von 88 dieselelektrischen Lokomotiven der späteren BR-Klasse 17, weitere Lieferungen ähnlicher Maschinen gingen nach Kuba und Polen. Die Klasse 17 wurde ohne vorherigen Prototyp beschafft und erwies sich als wenig betriebstauglich. Insbesondere die von Paxman zugelieferten Motoren verursachten erhebliche Probleme, so dass die Lokomotiven oft in Doppeltraktion eingesetzt wurden, um bei Ausfällen wenigstens eine einsatzbereite Lokomotive zu haben. Viele der ab 1962 gelieferten Maschinen blieben nur wenige Jahre im Einsatz, bereits 1971 wurden die letzten bei British Rail ausgemustert und verschrottet. Lediglich eine Maschine konnte noch an eine Industriebahn verkauft werden. Sie blieb als Museumslokomotive erhalten und ist inzwischen bei der Severn Valley Railway im Einsatz.
Mitte der 1960er entwarf und baute Clayton eine extrem kleine, gummibereifte Lokomotive für den Einsatz in Bergwerken. Sie wurde hauptsächlich an britische Bergwerke geliefert und wurde schnell zu einem der bekanntesten Produkte des Unternehmens. Mit dem Niedergang des Bergbaus in Großbritannien sah sich die Clayton Equipment Ltd gezwungen, massiv auf dem internationalen Markt für diese Fahrzeuge zu werben, um das Geschäft fortführen zu können. Nach einer Reihe von Besitzerwechseln erwarb Rolls-Royce 1989 die Clayton Equipment Ltd. Sie behielt jedoch eine bedeutende Selbstständigkeit und wurde im März 2005 wieder zu einem unabhängigen Unternehmen.

## Clayton Equipment Ltd Heute
Die meisten der Kunden kommen aus Übersee, sowie Irland und Russland. Dieselhydraulische  und dieselelektrische Bergwerkslokomotiven sind die hauptsächlichen Produkte. Außerdem werden Systeme für den automatischen Fahrbetrieb gefertigt.